# Robert-Walser-Preis
Der Robert Walser-Preis ist ein internationaler Literaturpreis, der 1978 von der Stadt Biel/Bienne, der Heimatstadt Robert Walsers, und vom Kanton Bern gestiftet wurde. Mit diesem Literaturpreis sollen zeitgenössische Autoren im Andenken an Robert Walser gefördert werden.
Alternierend alle zwei Jahre (seit 2004) werden Erstlingswerke in Prosa aus den Originalsprachen Deutsch und Französisch ausgezeichnet. Die Förderung ist seit 2006 mit 20'000 Franken dotiert. Erstmals 2018 wurde gleichzeitig ein deutsch- und ein französischsprachiges Werk prämiert, bei einer Preissumme von je 20'000 Franken.
Träger der Stiftung ist die Stiftung Robert Walser Biel/Bienne, die mit der Robert Walser-Stiftung Bern nicht in Verbindung steht.

## Preisträger
- 1978: Marianne Fritz für Die Schwerkraft der Verhältnisse
- 1981: Matthias Zschokke für Max
- 1984: Michel Host für L’ombre, le fleuve, l’été
- 1987: Werner Fritsch für Cherubim
- 1990: Thomas Hettche für Ludwig muß sterben
- 1993: Malika Wagner für Gare du Nord
- 1995: Klaus Händl für Legenden
- 1998: Frédérique Clémençon für Une saleté
- 2001: Ueli Bernays für August
- 2004: Thierry Hesse für Le cimetière américain
- 2006: Monique Schwitter für Wenn’s schneit beim Krokodil
- 2008: Marius Daniel Popescu für La symphonie du loup
- 2010: Patrick Hofmann für Die letzte Sau
- 2012: Mariette Navarro für Alors Carcasse
- 2014: Roman Ehrlich für Das kalte Jahr
- 2016: Elisa Shua Dusapin für Hiver à Sokcho
- 2018: Gianna Molinari für Hier ist noch alles möglich und Gabriel Allaire für Pas de géants
- 2020: Thilo Krause für Elbwärts und Anne Pauly für Avant que j’oublie
- 2022: Magdalena Schrefel für Brauchbare Menschen und Rémi David für Mourir avant que d’apparaître
- 2024: Lorena Simmel für Ferymont und Emma Doude van Troostwijk für Ceux qui appartiennent au jour